# Транспорт в Экваториальной Гвинее
Тра́нспорт в Экваториальной Гвинее (исп. Transporte en Guinea Ecuatorial) — обширная и разнообразная система средств, предназначенная для перевозок пассажиров и грузов в Экваториальной Гвинее.

## Железнодорожный транспорт
В Экваториальной Гвинее отсутствует железнодорожное сообщение между городами.

## Автомобильные дороги
Общая протяжённость дорог в Экваториальной Гвинее: 2 880 км

Место страны в мире: 169 (2000).

## Торговый флот
Всего торговых кораблей: 5

Место страны в мире: 14 

корабли по типу: грузовой (1), химический танкер (1), 3 нефтяных танкера

иностранные корабли в Экваториальной Гвинее: 1 (норвежский корабль) (2010 год).

### Порты и терминалы
Расположены в городах Бата, Луба и Малабо.

## Авиационный транспорт
Общее количество аэропортов в стране: 7 (2013)

Место страны в мире: 166.

### Аэропорты с асфальтированным покрытием
Всего аэропортов: 6

ВПП более 3,047 м: 1

от 2,438 до 3,047 м: 2

от 1,524 до 2,437 м: 1

до 914 м: 2 (2013).

### Аэропорты с не асфальтированным покрытием
Всего аэропортов: 1

от 2,438 до 3,047 м: 1.